# Фарухзад
Фарухзад (средњоперсијски: Фарухзадаг: новоперсијски: فرخزاد), био је ирански аристократа из куће Испахбудана и оснивач династије Баванд, владао је од 651 до 665. Првобитно моћан слуга сасанидског краља Хозроја II (владао 590-628), он је, заједно са још неколико моћних аристократа организова заверу против Хозроја II и тиме су окончали његову тиранску владавину. Након тога су на престо поставили Хозројевог сина Кавада II (владао 628), чија је владавина трајала само неколико месеци, пре него што га је убила куга, а наследио га је син Ардашир III (владао 628-629), кога је само годину дана касније убио побуњени бивши управитељ сасанидске војске (спахбед) Шахрбараз, који је узурпирао престо.
Ови догађаји су знатно ослабили Сасанидско царство, али до 632. године, када је Хозројев унук Јездигерд III (владао 632-651.) ступио на трон, и тиме је ред донекле враћен. Међутим, баш кад је требало да дође мир, муслимански Арапи напали су Сасанидско царство, што је резултирало смрћу многих сасанидских ветерана, укључујући самог Фарухзадовог брата Ростама Фарохзада. Након тога, Фарухзад је наследио ову особу као спахбед и вођа фракције Пахлав (Парти), коју је формирао њихов отац Фарух Хормизд, који је убијен 631. године.
Међутим, Фарухзад није успео да победи Арапе, па је 643. године, пошто је уследио губитак Ктесифона и Спахана, Фарухзад, је заједно с Јездигердом III, бежао с једног места на друго све до 650, када се Фарухзад побунио против свог краља, којег је убрзо убио један од његових слугу. Касније је Фарухзад постао владар Табаристана 651. године и управљао је овим подручјем све до његовог убиства 665. године од стране Валаша, каренидског аристократе, који је након тога освојио његове домене.

## Име
Иако му је право име било "Фарухзад" (што значи "син Фарухов" или "рођен срећом и весео"), он је у другим изворима познат и по разним другим именима, као што су Хуразад, Зад Фарух, Зинаби Абул- Фарухан и Бав.

## Породица
Фарухзад је био син Фаруха Хормизда, угледног аристократе из породице Испахбудан, који је служио као војсковођа (спахбед) кустиста Адурбадагана и Хорасана - био је један од генерала који су руководили сасанидском војском током византијско-сасанидског рата 602–628, али се 626. заједно са својим другом Шахрбаразом побунио против сасанидскокг краља Хозроја II (владао 590-628). Фарухзад је имао једног брата по имену Ростам Фарохзад, који је у то време боравио у провинцији Адурбадаган.

## Рат са Византијцима и свргавање Хозроја II
Фарухзад се први пут спомиње за време владавине Хозроја II, где је заузимао високе положаје, а према иранском песнику Фирдусију био је "тако близак Хозроју II, да се нико није усудио да му приђе без његовог одобрења". Током 626. године, Шахрбараз и Фарухзадов отац и брат су се побунили. Године 627. Хозроје је тада послао Фарухзада да преговара са Шахбаразом, који је логоровао у близини сасанидске престолнице Ктесифона. Међутим, Фарухзад се потајно побунио против Хозроја и придружио се Шахрбаразу. Затим је охрабрио остале да се не поделе и да се не боје беса Хозроја. Даље, рекао је и да нема ниједног већег племића (вузурган) који подржава Хозроја.
Хозроје је, међутим, почео да сумњичи Фарухзада за издају, али га је задржао, јер није хтео да погорша ситуацију више него што је већ била. У исто време, Фарухзад је окупљао више људи који су се супротставили Хозроју како би организовали државни удар. Године 628. Фарукхзад је из затвора ослободио Хозројевог најстаријег сина Широја и заједно с неколико феудалних породица Сасанидског царства, заузео Ктесифон и утамничио Хозроја. Шерое је тада проглашен за новог краља и постао је познат по свом династичком имену "Кавад II".
Фудалне породице које су срушиле Хозроја укључивале су: Шахрбараза, који је представљао породицу Михран; кућу Испахбудана коју су представљали Фарух Хормизд и његова два сина Ростам Фарохзад и Фарухзад; јерменску фракција коју је заступао Варазтиротс II Багратуни; и на крају Канарангијанску фракција коју заступао Канадбак.Након тога Кавад II је наредио свом везиру (вузург фрамадар) Пирузу Хозроју да погуби сву своју браћу и полубраћу, укључујући омиљеног сина и наследника Хозроја II, Марданшаха. Три дана касније, Кавад је наредио Михру Хормозду да погуби његовог оца. Сагласношћу племића Сасанидског царства, Кавад је тада склопио мир са византијским царем Ираклијем. Поред тога, узео је и сва имања Фарухзада и ставио га у притвор у Истахру.

## Сасанидски грађански рат 628-632
Након губитка територије која је била потребна за мировни уговор, огорчена аристократија је започела формирање независних држава унутар Сасанидског царства, започевши на тај начин грађански рат 628-632. Ово је поделило ресурсе земље. Даље, бране и канали су постали напуштени, а разорна куга избила је у западним провинцијама Ирана, убивши половину становништва заједно с Кавадом II, кога је наследио његов осмогодишњи син Ардашир III. У међувремену, Фарух Хормизд је формирао фракцију у северном Ирану, познату као Пахлав (партска) фракција, фракција Парта састојала се из неколико породица које су се окупиле под њим. Међутим, током истог времена, Пируз Хозроје је такође формирао фракцију на југу Ирана, познату и као Парсинг (персијска) фракција.
Дана 27. априла 629. Ардашир је свргнут и убијен од стране Шахрбараза, који је затиме узурпирао трон. Међутим, четрдесет дана касније, Фарух Хормизд га је убио и учинио Хозројеву ћерку Боран новим владарем Сасанидског царства. Тада је Боран именовла Фаруха Хормизда за министра царства. Њега је, међутим, брзо збацио Шахрбаразов син Шапур-и Шахрвараз, кога је након кратке владавине заменила Азармидохт, Боранина сестра. Азармидохт је, по савету сасанидских племића, опозвала Фарухзада, ослободила га из тамнице и позвала га да поново служи Сасанидима. Фарухзад је, међутим, одбио позив и одбио да служи под женом. Потом се повукао у храму ватре у Истахру.
Године 631. Фарух Хормизд је, како би преузео власт, замолио Азармидохт да се уда за њега. Не усуђујући се да одбије, Азармидохт га је убила уз помоћ михранидског аристократе Сијавахша, који је био унук Бахрама Чобина, познатог спахбеда и накратко шаханшаха. Међутим, њу је убрзо убио Ростам Фарохзад, који је потом Боран вратио на трон. Касније 632. године, Фарухзад је поново позван да служи Сасанидима, овога пута под новим краљем Јездигердом III, који је био марионетски краљ Фарухзадовог брата Ростама Фарохзада. Фарухзад је то прихватио и сва његова имања су му враћена.

## Арапска инвазија на Иран

### Инвазија на западни Иран
Међутим, исте године, већина Арапа, уједињених под заставом ислама, напала је Сасанидско царство. До 636. Арапи су били у Кадисији, граду близу Ктесифона, због чега је Ростам Фарохзад сам предузео акцију. Међутим, Фарухзад није могао да учествује, јер је служио као марзбан (генерал пограничне провинције, "маркгроф") Баласагана, провинције која је била далеко од Ктесифона.
Док се припремао да се суочи са Арапима, написао је писмо Фарухзаду, у којем је рекао да треба подићи војску и отићи у Адурбадаган, подсећајући га да је Јездигерд III једино наслеђе које је остало од Сасанида. Ростам је потом кренуо из Ктесифона на челу велике сасанидске силе да се супротстави Арапима. Битка је трајала три дана, Ростам је последњег дана поражен и убијен.
Након смрти свог брата, Фарухзад га је наследио као спахбед Хорасана и Адурбадагана, и као нови вођа породице Испахбудан и фракције Пахлав. Потом је подигао војску у Адурбадагану и отишао у Ктесифон, где га је за свог војсковођу поставио Јездигерд III, који је побегао у Хулван са својом имовином, породицом и 1000 слугу. Фарухзад је, такође, побегао у Хулван након малог и гадног сукоба са Арапима. Затим су 637. године, Ктесифон заузели Арапи. У међувремену, Фарухзад, заједно са Јездигердом III, михранидским официром Михран Разијем, Пирузом Хозројем и Хормузаном, напустио је Хулван и кренуо у Адурбадаган, али док су се кретали ка том месту, заробила их је арапска војска код Џалуле, где су поражени. Михран Рази је убијен током битке, док је Хормузан побегао у Хузестан, а Пируз Хозроје у Нахаванд. Године 642. Арапи су заузели Нахаванд и Спахан, убивши Пируза Хозроја, укључујући и друге сасанидске официре, попут Шахрвараза Џадуија и Марданшаха. Исте године (или 643.) Фарухзад је са сином Исфандијадом и војсковођом Дајламита Мутом подигао другу војску. Они су, међутим, поражени код Ваџ Руда, села у Хамадану. У међувремену, Јездигерд III је побегао у јужни Иран и тамо се задржао до 648. Није познато да ли је Фарухзад био са Јездигердом III током боравка у јужном Ирану.

### Одлазак у Хорасан, владавина и смрт
Око 650. год., Јездигерд III, је заједно са Фарухзадом, стигао у Хорасан. Тада је Јездигерд III именовао Фарухзада за гувернера Мерва и наредио је Баразу, сину Махоја Сурија, да му пружи апсолутну контролу над градом. Махое га, међутим, није послушао. Фарухзад је тада саветовао Јездигерду III да избегне у Табаристан. Јездигерд III, међутим, није прихватио његов савет. Касније је Фарухзад подигао побуну против Јездигерда III и отишао за Рај, да се освети за оца Сијавахшу, који је био владар града. На путу за Рај срео је свог савезника Канадбака, који је био део завере против Хозроја II и учествовао у Ростамовом сукобу са Арапима, али након што је претрпео пораза побегао је у Тус, град који је био део његових домена. Фарухзад је потом наставио пут ка Рају, али пре него што је стигао до града, срео је арапског генерала Нуаима близу Казвина 651. године, с којим је склопио мир.
Затим је пристао да помогне Арапима против Сијавахша. Комбиноване снаге у саставу Испахбудан-Арапи тада су се укључиле у ноћну битку против Сијавахшове војске у подножју планине, тик поред Раја. Фарукхзад је мало познатим начином водио неке коњанице Нуаима у град, одакле су напали задњи део војске Михранида, изазивајући велика крвопролића. На крају је Сијавахшева војска поражена а он сам је убијен. Да би пружио пример, Нуаим је тада наредио уништавање аристократске четврти Раја. Међутим, град је касније обновио Фарухзад, који је постао владар Раја.
Фарухзад је затим отишао у Табаристан, али када је стигао, чуо је за смрт Јездигерда по наредби Махое Сурија, што га је навело да одсече косу и обријеглаву како би живео као монах у храму ватре на Кусану. Када су Арапи извршили инвазију на Табаристан, од Фарухзада је домаће становништво затражило да постане њихов краљ, што је он радо прихватио чиме је поставио темеље династије Баванд. Потом је окупио војску, победио Арапе и склопио мировни уговор са њима. Фарухзад је владао Табаристаном, укључујући неке делове Абаршахра мирним путем током 14 година, све док га око 665. године није убио каренидски племић по имену Валаш, чија се породица борила са породицом Фарухзада.
Након Фарухзадове смрти, његов син Сурхаб I је побегао у упориште породице Испахбудан / Баванд по имену Кула. Касније 673. године Сурхаб је осветио свог оца убивши Валаша, а затим поново обновио краљевство својих очева. Након тога се крунисао за испахбада (владара) династије Баванд у свом главном граду у Периму.

## Породично стабло
|        |        |        |        |        |        |  |  |                 |                 |                 |                 |                 |                 |               |               |               |               |           |           |           |           |        |        |        |        |        |        |        |        |        |        |         |         |         |         |         |         |         |         |  |  |  |  |  |  |  |  |  |  |  |  |  |  |
|        |        |        |        |        |        |  |  |                 |                 |                 |                 |                 |                 |               |               |               |               |           |           | Бави      |           |        |        |        |        |        |        |        |        |        |        |         |         |         |         |         |         |         |         |  |  |  |  |  |  |  |  |  |  |  |  |  |  |
|        |        |        |        |        |        |  |  |                 |                 |                 |                 |                 |                 |               |               |               |               |           |           |           |           |        |        |        |        |        |        |        |        |        |        |         |         |         |         |         |         |         |         |  |  |  |  |  |  |  |  |  |  |  |  |  |  |
|        |        |        |        |        |        |  |  |                 |                 |                 |                 |                 |                 |               |               |               |               |           |           | Шапур     |           |        |        |        |        |        |        |        |        |        |        |         |         |         |         |         |         |         |         |  |  |  |  |  |  |  |  |  |  |  |  |  |  |
|        |        |        |        |        |        |  |  |                 |                 |                 |                 |                 |                 |               |               |               |               |           |           |           |           |        |        |        |        |        |        |        |        |        |        |         |         |         |         |         |         |         |         |  |  |  |  |  |  |  |  |  |  |  |  |  |  |
|        |        |        |        |        |        |  |  |                 |                 |                 |                 |                 |                 |               |               |               |               |           |           |           |           |        |        |        |        |        |        |        |        |        |        |         |         |         |         |         |         |         |         |  |  |  |  |  |  |  |  |  |  |  |  |  |  |
|        |        |        |        |        |        |  |  |                 |                 |                 |                 | Виндуји         | Виндуји         | Виндуји       | Виндуји       | Виндуји       | Виндуји       |           |           |           |           |        |        |        |        |        |        | Вистам | Вистам | Вистам | Вистам | Вистам  | Вистам  |         |         |         |         |         |         |  |  |  |  |  |  |  |  |  |  |  |  |  |  |
|        |        |        |        |        |        |  |  |                 |                 |                 |                 | Виндуји         | Виндуји         | Виндуји       | Виндуји       | Виндуји       | Виндуји       |           |           |           |           |        |        |        |        |        |        | Вистам | Вистам | Вистам | Вистам | Вистам  | Вистам  |         |         |         |         |         |         |  |  |  |  |  |  |  |  |  |  |  |  |  |  |
|        |        |        |        |        |        |  |  |                 |                 |                 |                 |                 |                 |               |               |               |               |           |           |           |           |        |        |        |        |        |        |        |        |        |        |         |         |         |         |         |         |         |         |  |  |  |  |  |  |  |  |  |  |  |  |  |  |
|        |        |        |        |        |        |  |  |                 |                 |                 |                 |                 |                 |               |               |               |               |           |           |           |           |        |        |        |        |        |        |        |        |        |        |         |         |         |         |         |         |         |         |  |  |  |  |  |  |  |  |  |  |  |  |  |  |
|        |        |        |        |        |        |  |  |                 |                 |                 |                 | Фарух Хормизд   | Фарух Хормизд   | Фарух Хормизд | Фарух Хормизд | Фарух Хормизд | Фарух Хормизд |           |           |           |           | Тируји | Тируји | Тируји | Тируји | Тируји | Тируји |        |        |        |        |         |         | Виндуји | Виндуји | Виндуји | Виндуји | Виндуји | Виндуји |  |  |  |  |  |  |  |  |  |  |  |  |  |  |
|        |        |        |        |        |        |  |  |                 |                 |                 |                 | Фарух Хормизд   | Фарух Хормизд   | Фарух Хормизд | Фарух Хормизд | Фарух Хормизд | Фарух Хормизд |           |           |           |           | Тируји | Тируји | Тируји | Тируји | Тируји | Тируји |        |        |        |        |         |         | Виндуји | Виндуји | Виндуји | Виндуји | Виндуји | Виндуји |  |  |  |  |  |  |  |  |  |  |  |  |  |  |
|        |        |        |        |        |        |  |  |                 |                 |                 |                 |                 |                 |               |               |               |               |           |           |           |           |        |        |        |        |        |        |        |        |        |        |         |         |         |         |         |         |         |         |  |  |  |  |  |  |  |  |  |  |  |  |  |  |
|        |        |        |        |        |        |  |  |                 |                 |                 |                 |                 |                 |               |               |               |               |           |           |           |           |        |        |        |        |        |        |        |        |        |        |         |         |         |         |         |         |         |         |  |  |  |  |  |  |  |  |  |  |  |  |  |  |
|        |        |        |        |        |        |  |  | Ростам Фарохзад | Ростам Фарохзад | Ростам Фарохзад | Ростам Фарохзад | Ростам Фарохзад | Ростам Фарохзад |               |               | Фарухзад      | Фарухзад      | Фарухзад  | Фарухзад  | Фарухзад  | Фарухзад  |        |        |        |        |        |        |        |        |        |        |         |         |         |         |         |         |         |         |  |  |  |  |  |  |  |  |  |  |  |  |  |  |
|        |        |        |        |        |        |  |  | Ростам Фарохзад | Ростам Фарохзад | Ростам Фарохзад | Ростам Фарохзад | Ростам Фарохзад | Ростам Фарохзад |               |               | Фарухзад      | Фарухзад      | Фарухзад  | Фарухзад  | Фарухзад  | Фарухзад  |        |        |        |        |        |        |        |        |        |        |         |         |         |         |         |         |         |         |  |  |  |  |  |  |  |  |  |  |  |  |  |  |
|        |        |        |        |        |        |  |  |                 |                 |                 |                 |                 |                 |               |               |               |               |           |           |           |           |        |        |        |        |        |        |        |        |        |        |         |         |         |         |         |         |         |         |  |  |  |  |  |  |  |  |  |  |  |  |  |  |
|        |        |        |        |        |        |  |  |                 |                 |                 |                 |                 |                 |               |               |               |               |           |           |           |           |        |        |        |        |        |        |        |        |        |        |         |         |         |         |         |         |         |         |  |  |  |  |  |  |  |  |  |  |  |  |  |  |
| Шахрам | Шахрам | Шахрам | Шахрам | Шахрам | Шахрам |  |  | Сурхаб I        | Сурхаб I        | Сурхаб I        | Сурхаб I        | Сурхаб I        | Сурхаб I        |               |               | Исфандјад     | Исфандјад     | Исфандјад | Исфандјад | Исфандјад | Исфандјад |        |        | Бахрам | Бахрам | Бахрам | Бахрам | Бахрам | Бахрам |        |        | Фарухан | Фарухан | Фарухан | Фарухан | Фарухан | Фарухан |         |         |  |  |  |  |  |  |  |  |  |  |  |  |  |  |